# Settimana Ciclista Italiana
Settimana Ciclista Italiana er et italiensk årligt etapeløb i landevejscykling, som blev afholdt første gang i juli 2021. Løbet er af UCI klassificeret med 2.1, og er en del af UCI Europe Tour.

## Vindere
| År   | Vinder       | Toer          | Treer            |
| ---- | ------------ | ------------- | ---------------- |
| 2021 | Diego Ulissi | Sep Vanmarcke | Giovanni Aleotti |